# Hans Christoph von Seherr-Thoss
Hans Christoph Graf von Seherr-Thoß (* 13. Oktober 1918 in Potsdam; † 17. Juli 2011 in Unterhaching) war ein deutscher Ingenieur, Journalist und Historiker. Er wurde hauptsächlich für seine Tätigkeit als Archivar und Bibliothekar des ADAC bekannt, die er von 1954 bis 1983 ausübte.

## Familie
Er war ein Spross des alten schlesischen Adelsgeschlechts Seherr-Thoß. Seine Eltern waren Roger Graf von Seherr-Thoß (1880–1954) und Fedora Gräfin von Matuschka (1891–1976). Sein ältere Bruder Roger starb als Leutnant 1942 im Krieg.
Hans Christoph heiratete am 11. April 1963 Therese Kunath (* 31. Oktober 1937).

## Leben
Hans Christoph besuchte das Gymnasium im Kloster Ettal und die Ritterakademie Liegnitz. Schon früh interessierte er sich für den Automobilsport. Bereits seit 1936 führte er seine Schwarzen Bücher: Kladden, in denen er alle Daten wichtiger Auto- und Motorradrennen sammelte. Nach dem Zweiten Weltkrieg studierte er von 1949 bis 1952 an einer Vorgänger-Einrichtung der Fachhochschule München Maschinenbau und Kraftfahrzeugbau, sein Studienabschluss wurde später als akademischer Grad Dipl.-Ing. (FH) anerkannt.
Nachdem von Seherr-Thoss bereits als 16-Jähriger für die Schlesische Volkszeitung geschrieben hatte, arbeitete er nach dem Studium als Autor für die Süddeutsche Zeitung. Im Jahr 1954 begann er außerdem den Neuaufbau der im Krieg vernichteten Bibliothek des ADAC. Er erwarb in ganz Deutschland Fachliteratur und -zeitschriften, schließlich umfasste die ADAC-Bibliothek wieder etwa 20.000 Bände. Zusammen mit seiner Frau Therese erschloss er all diese Bücher auch katalogisch. Unter seiner Leitung baute der ADAC 1958 als erster deutscher Automobilclub einen wissenschaftlichen Dienst auf, der Hochschularbeiten betreute und Patentauskünfte erteilte.
Im Jahr 1983 ging von Seherr-Thoss nach 29 Jahren Tätigkeit für den ADAC in Rente.

## Publikationen
Seherr-Thoss veröffentlichte zahlreiche motorsportliche Artikel und Bücher. Im Jahr 1965 kam seine erste Monografie heraus, Die Entwicklung der Zahnradtechnik. Ein Redaktionsausschuss der Industrie und des VDA beauftragte ihn mit der Dokumentation Die deutsche Automobilindustrie, die 1974 erschien und 1979 zum zweiten Mal aufgelegt wurde. Für dieses Buch erhielt er 2009 den Autobuch-Autorenpreis. Außerdem erschienen 1978 das Buch 75 Jahre ADAC und 1988 der Band Gelenke und Gelenkwellen. Dieses Buch erschien 1992 in einer englischen und 1998 in einer chinesischen Übersetzung. Er war außerdem ab 1970 Mitarbeiter der Neuen Deutschen Biographie, für die er über 200 Biographien schrieb, meist über Personen aus dem Bereich des deutschen Fahrzeugbaus.

### Schriften
- (mit Stefan Fronius): Die Entwicklung der Zahnrad-Technik. Zahnformen und Tragfähigkeitsberechnung. Springer Verlag, Berlin et al. 1965. (undatierte Wiederauflage als Digitalisat, ISBN 978-3-642-92906-9)
- (mit Wolfgang Herbst): Oldtimer. Automobile von gestern. Herrnberger, München 1965. (2. Auflage 1966)
- Die deutsche Automobilindustrie. Eine Dokumentation von 1886 bis heute. Deutsche Verlags-Anstalt, Stuttgart 1974, ISBN 3-421-02284-4. (2. korrigierte und erweiterte (fortgeschriebene) Auflage 1979 unter gleicher ISBN)
- 75 Jahre ADAC 1903–1978. Tagebuch eines Automobilclubs. ADAC-Verlag, München 1978. (ohne ISBN, nicht über den Buchhandel vertrieben)
- (als Herausgeber): Zwei Männer, ein Stern. Gottlieb Daimler und Karl Benz in Bildern, Daten und Dokumenten. VDI-Verlag, Düsseldorf 1984, ISBN 3-18-400851-7. (= Klassiker der Technik) (kommentierter Reprint einer Publikation der Daimler-Benz AG von 1950/1953; 2. Auflage 1988)
- Die historische und technische Entwicklung der Nutzfahrzeuge von Büssing. In: MAN Nutzfahrzeuge GmbH (Hrsg.): H. Büssing. Mensch, Werk, Erbe. Vandenhoeck & Ruprecht, Göttingen 1986, ISBN 3-525-13175-5, S. 201–300.
- Die Technik des MAN-Nutzfahrzeugbaus. In: Wilfried Lochte (Hrsg.): Leistung und Weg. Zur Geschichte des MAN-Nutzfahrzeugbaus. 1991.
- (mit F. Schmelz und Erich Aucktor): Gelenke und Gelenkwellen. Berechnung, Gestaltung, Anwendungen. Springer-Verlag, Berlin et al. 1988, ISBN 3-540-18322-1. (2. erweiterte Auflage 2002; englischsprachige Auflagen unter dem Titel Universal joints and driveshafts)
- Dictionary of Famous Personalities in the Automobile World. Pentland Press / Ivy House Publishing Group, Raleigh 2002, ISBN 1-57197-333-8.

## Auszeichnungen
- 1966: Premio Giornalistico Internationale Vincenzo Florio
- 1978: Ewald-Kroth-Medaille in Gold für Motorsportdokumentation des ADAC
- 1983: silberne Christophorus-Medaille des ADAC
- 1999: Hall of Fame des American Biographical Institute
- 2009: Autobuch Autorenpreis